# Temas LGBT na mitologia chinesa
Existem muitos temas LGBT na mitologia chinesa, que é rica em histórias sobre homossexualidade. As histórias mitológicas e folclóricas da China antiga refletem perspectivas chinesas em relação à homossexualidade, ao invés de pontos de vista modernos. Esses mitos são muito influenciadas por crenças religiosas, em especial o Taoísmo e o Confucionismo, e posteriormente incorporou ensinamentos do Budismo. A tradições pré-taoísta e pré-Confúcio na China eram predominantemente xamânicas; acredita-se que a origem do amor masculino pelo mesmo sexo se deu no sul mítico, assim, por vezes, a homossexualidade ainda é chamada de "vento sul" e, a partir desse período, muitos espíritos ou divindades foram associados a homossexualidade, bissexualidade e transgênero, como Chou Wang, Lan Caihe, Shan Gu, Yu o Grande e Gun.

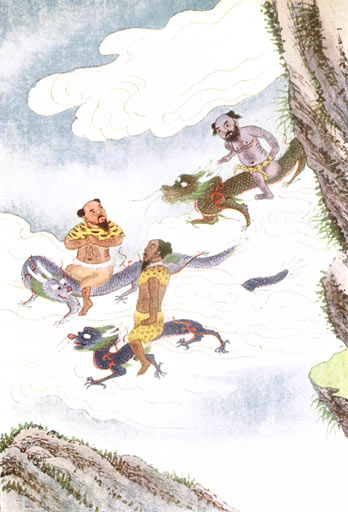
Dragões-deuses, do Mitos e lendas da China, 1922, por E.T.C. Werner. Nos mitos, muitas vezes os dragões violentam sexualmente homens mais velhos.

Os encontros homossexuais são comuns no folclore chinês. Nas estórias, fadas ou espíritos de animais geralmente escolhem parceiros do mesmo sexo para se relacionarem, especialmente garotos ou homens mais novos. De acordo com os pioneiros chineses no estudo da homossexualidade na China, a única exceção dessa preferência por mais jovens se dá com o dragão, uma poderosa besta mitológica; os dragões chineses "consistentemente apreciam relações sexuais com homens velhos", e um dos exemplos se dá no conto "O Velho Fazendeiro e um Dragão", em que um agricultor de sessenta anos de idade é forçosamente sodomizado por um dragão que passava por aquele lugar, resultando em feridas derivadas da penetração e mordidas que requerem atenção médica.
Tu Er Shen é uma deidade no folclore chinês que administra o amor e o sexo entre os homossexuais. Seu nome literalmente significa "divindade coelho". De acordo com "O Conto do Deus Coelho" no Zi Bu Yu, Tu Er Shen era originalmente um homem chamado Hu Tianbao, que certa vez se apaixonou por um belo jovem inspetor imperal da Província de Fujian; um dia, Hu Tianbao foi pego espiando o inspector nu, e teve de confessar seus afetos relutantes em relação ao outro; por conta disso, o inspector imperial o condenou à morte por espancamento; pelo fato de seu crime ter sido derivado por amor, os funcionários do submundo decidiram reparar a injustiça delegando Hu Tianbao como um deus que harmoniza os afetos homossexuais. A fim de atender às necessidades dos homossexuais modernos, a adoração do Deus Coelho foi reanimado em Taiwan com um templo fundado em Younghe por um padre gay taoísta.
Por muito tempo, a homossexualidade masculina era referida em literatura aludindo a duas semi-lendárias figuras dos primeiros anos da Dinastia Zhou. O primeiro era Mizi Xia e a metade de pêssego comido que ele compartilhou com seu amante, a figura histórica real, Duque de Wei Ling. O segundo era o Senhor Yang Long, que convenceu um rei sem nome de Wei para permanecer fiel a ele, comparando-se a um pequeno peixe que o rei pode lançar de volta, se um peixe maior veio junto. Embora ambos  podem ter realmente existido, nada se sabe sobre eles além de suas histórias de definição, e sua presença na literatura chinesa era muito que de personagens lendárias que serviu como arquétipos do amor homossexual.
Apesar da  existência desse considerável número de mitologias de conteúdo LGBT, algumas escolas taoistas consideraram as relações homossexuais como uma forma de má conduta ao longo da história chinesa.